# Pedro Berroeta
Pedro Pablo Berroeta (Cuenca, 29 de junio de 1737 - Sevilla, 15 de julio de 1821) fue un poeta, jesuita y misionero. Destacó como uno de los escritores más importantes durante la Real Audiencia de Quito. Fue uno de los jesuitas expulsados después del Motín de Esquilache y brilló por su capacidad literaria dentro del grupo llamado "jesuitas del extrañamiento" por Espinosa Pólit.

## Breve biografía
Sobre Pedro se sabe que ingresó a la Compañía de Jesús en el año 1752. Su rol como jesuita fue misionero y en 1766 fue enviado a la Amazonía como era común en la Real Audiencia de Quito. Esa ciudad, donde existían varias órdenes religiosas era el origen de las misiones a Maynas y Quijos. Por esta razón se dirigió Pedro a lo que se conoce como el "oriente", con el fin de hacerse cargo de los pueblos de Nuestra Señora de Loreto de Paranapuras y de San Estanislao de Muniches. Mientras ejecutaba su obra pastoral se decretó la expulsión de los jesuitas por parte del rey ilustrado, por lo que tuvo que salir de los dominios de la corona española. Para ello, siguiendo el curso del río, tuvo que salir por el Marañón primeramente y después por el Amazonas hasta llegar al océano Atlántico. Una vez en las costas de lo que en ese momento era Portugal, zarpó hacia Europa.
Algo curioso de su vida fue que empezó su obra misional antes de su ordenación por lo que retomó el proceso una vez estando en Europa. Por ello en 1771 hizo sus votos últimos en Italia. Sin embargo, para mala suerte de Pedro, después de la expulsión de los jesuitas vendría la supresión de la orden por lo que poco tiempo después viviría como sacerdote secular. Se radicaría pues en Rávena y trabajaría posteriormente como bibliotecario en Palermo, dentro de la Real Biblioteca. Fue allí donde escribiría su obra poética más grande por la que es reconocido llamada "La Pasión de Cristo". Años más tarde, en 1789, cuando Carlos IV permitió a los españoles de la orden regresar a España, fue a Barcelona. A pesar de que había nacido en Cuenca, en el Virreinato de Nueva Granada, fue reconocido naturalmente como español americano e hizo su vida en ese país. Tiempo después el rey revocó el permiso y Pedro tuvo que ir a Sicilia donde fue readmitido en la Compañía de Jesús. Años más tarde, mientras las guerras de independencia estallaban en América y Francia ocupaba la península Ibérica, decidió no obstante regresar a España. Ahí a pesar del momento convulso que se vivía pudo ejercer la profesión de maestro en Valencia y en Sevilla.

## Obra
Berroeta es famoso por haber escrito "La Pasión de Cristo", un poema compuesto por 1026 octavas reales lo que equivale a 8208 versos. También destacó su poema titulado "Coplones del Viejo". Su obra fue reeditada varias veces en Ecuador, su país de origen, especialmente como parte de la Biblioteca Ecuatoriana Mínima. Al haber sido incluido en una de las ediciones, entraría Berroeta oficialmente al canon de grandes escritores de ese país, destacando como uno de los autores más reconocidos del siglo XVIII, junto a Juan Bautista Aguirre y José de Orozco (también jesuitas expulsados).
Es importante además recalcar que su obra no fue incluida en la recopilación hecha por Juan de Velasco debido especialmente a las imposiciones draconianas que limitaron su labor puesto que solo podía movilizarse en Faenza (de ahí el título de su libro El ocioso de Faenza). Por esta razón ni Aguirre ni Berroeta fueron incluidos dentro de su antología, siendo dos de los poetas más destacados.
La publicación por el momento de crisis e inestabilidad que vivía Berroeta fue más bien precipitada. Su composición apresurada y casi no pudo recibir ediciones. Berroeta comparte con Escandón y con Aguirre las preocupaciones del barroco, especialmente el tema de la fugacidad de la vida. Se puede ver en su poema "Quasi flos egreditur" (Brota como flor):

Nace el nombre como flor

en la mañana de mayo,
cuando luego con desmayo
se marchita su candor.
Al primer lozano albor
del ser y vida que adquiere,
cae a un soplo que le hiere:
¿quién pues tu vida asegura,
si es flor que tan poco dura

que apenas nace ya muere?

Su estilo es pues de una abundancia torrentosa, la entrega total, muchas veces brusca y rápida para la expresión de sus sentimientos, repleto en consecuencia de la sinceridad del momento de escritura. Esto, a juicio de Pólit, su mayor crítico le confiere el encanto de la verdad cordial, que es alta virtud literaria. "La Pasión de Cristo", junto con "La conquista de Menorca" de José de Orozco es uno de los poemas más extensos escritos por ecuatorianos en el siglo XVIII. Sin embargo, La Pasión de Cristo está compuesta en octavas al igual que La conquista de Menorca y es cerca de siete veces más extenso, pero por su estructura no puede ser considerado como un poema épico.
La obra también se caracteriza por el uso de la espinela, al igual que Juan Bautista Aguirre. Esto lo hacía no solamente para lamentarse sino también como sátira, imitando a algunos poetas neoclásicos.  

## Legado
Su obra fue estudiada en el siglo XIX de manera accidentada ya que inicialmente no fue tomada en cuenta por el crítico literario Juan León Mera, en su obra de referencia "Ojeada histórico crítica". Sería, González Suárez el historiador que descubrió la partida de bautismo del padre Berroeta en la ciudad de Cuenca, al igual que su obra. Este grato descubrimiento lo colocó rápidamente en el "Parnaso colonial" al lado de Aguirre y Orozco.
Por la situación en la que fue editado, Berroeta afirmó en sus últimos años que no estaba conforme con su obra y que no pudo editarla ni corregirla a satisfacción. El crítico literario Isaac J. Barrera se valdrá de esta confesión para después afirmar, en una frase que causaría polémica, «tiene facilidades para la versificación pero no es poeta». Ante este error, sería Rodríguez Castelo quien se preocuparía de librar a Berroeta del fallo de Barrera. La verdad es que el estilo de Berroeta ya no se puede inscribir en el culteranismo, algo que sí era el caso de Aguirre por ejemplo, y que en definitiva ya correspondía a un estilo literario que había caído en desuso en Europa un siglo antes. 
Además, a Orozco se le dedicaría un estudio como parte de la publicación "Cuenca dos siglos de poesía", donde destaca como uno de los principales autores de esa ciudad que ha sido importante por la gran cantidad de autores que ahí han nacido como Vicente Solano, Miguel Febres Cordero, Julio Matovelle, César Dávila Andrade.
Su obra se resumiría entonces:

A los doscientos años de su muerte, debemos reconocer en Berroeta al anticipador de algunos elementos constitutivos de lo que podría considerarse una poética cuencana, la añoranza del paisaje nativo, constituye un tributo a lo propio americano, en contraste con la mirada desdeñosa que por esa época tratarán de infundir en el poema nuestros románticos del siglo XIX.